# Miss Sri Lanka
Miss Sri Lanka (ශ්‍රී ලංකා විශ්ව රූ රැජිණ) è un concorso di bellezza femminile che si svolge annualmente in Sri Lanka per scegliere la rappresentante del Paese per Miss Universo. 

## Albo d'oro
| Anno | Vincitrice                     | Piazzamento/Note |
| ---- | ------------------------------ | ---------------- |
| 2012 | Sabrina Herft                  |                  |
| 2011 | Stephanie Siriwardhana         |                  |
| 2010 | Ishanka Madurasinghe           |                  |
| 2008 | Faith Landers                  | Ritirata         |
| 2007 | Aruni Madusha Rajapakse        |                  |
| 2006 | Jacqueline Fernandez           |                  |
| 2005 | Rozanne Diasz                  |                  |
| 1996 | Shivanthini Dharmasiri         |                  |
| 1995 | Shivani Vasagam                |                  |
| 1994 | Nushara Rusri Pramali Fernando |                  |
| 1993 | Chamila Wickramesinghe         |                  |
| 1992 | Hiranthi Devapriya             |                  |
| 1991 | Diloka Seneviratne             |                  |
| 1990 | Roshani Aluwihare              |                  |
| 1989 | Veronica Ruston                |                  |
| 1988 | Deepthi Alles                  |                  |
| 1987 | Nandaine Wijiegooneratna       |                  |
| 1986 | Indra Kumari                   |                  |
| 1985 | Ramani Liz Bartholomeusz       |                  |
| 1983 | Shyama Ayesa Cecilia Fernando  |                  |
| 1982 | Ann Monica Tradigo             |                  |
| 1981 | Renuka Varuni Jesudhason       |                  |
| 1980 | Hyacinth Kurukulasuriya        |                  |
| 1979 | Vidyahari Vanigasooriyar       |                  |
| 1978 | Dilrukshi Wimalasoonya         |                  |
| 1977 | Sobodhini Nagesan              |                  |
| 1976 | Genevieve Bernedette Parsons   |                  |
| 1975 | Shyama Hiramya Algama          |                  |
| 1974 | Melani Irene Wijendra          |                  |
| 1973 | Shiranthi Wickremesinghe       |                  |
| 1970 | Yolanda Shahzadi Ahlip         |                  |
| 1969 | Marlene Beverly Seneveratne    |                  |
| 1968 | Sheila Jayatilleke             |                  |
| 1966 | Lorraine Roosmalecocq          |                  |
| 1965 | Shirlene Minerva de Silva      |                  |
| 1964 | Dona Annette Felicia Kulatunga |                  |
| 1963 | Manel de Silva                 |                  |
| 1962 | Yvonne D'Rozario               |                  |
| 1961 | Ranjini Nilani Jayatilleke     |                  |
| 1957 | Camellia Rosalia Perera        |                  |
| 1955 | Maureen Neliya Hingert         | 3ª classificata  |